# São José do Belmonte
São José do Belmonte è un comune del Brasile nello Stato del Pernambuco, parte della mesoregione del Sertão Pernambucano e della microregione di Salgueiro.